# Chèque santé
Le chèque santé est, en France, un dispositif existant dans certaines régions et visant à permettre aux étudiants de financer leur complémentaire santé. C'est aussi le nom parfois donné au versement santé, un dispositif créé en 2016 qui oblige dans certains cas les entreprises à contribuer financièrement aux coûts de la complémentaire santé des salariés.

## Origine et fonctionnement
Le chèque santé s'inspire du chèque éducation proposé par Milton Friedman en 1962 dans son livre Capitalisme et liberté.
L'idée générale, d'inspiration libérale, est de déléguer au secteur privé une activité habituellement gérée et financée par le secteur public. L'utilisateur dispose d'un montant forfaitaire et c'est à lui de choisir l'opérateur qu'il juge le plus à même de remplir ce service.
En France, la gestion du régime étudiant de sécurité sociale était déléguée à des opérateurs privés, les mutuelles étudiantes jusqu'en 2018. Depuis les années 1970, il existait 2 opérateurs en concurrence pour l'affiliation des étudiants. Ces structures avaient fait le choix de fournir aussi des complémentaires santé.
Bien que ces deux structures détenaient l'essentiel du marché des complémentaires santé à destination des étudiants, d'autres opérateurs qui n'étaient pas des mutuelles étudiantes vendaient aussi des complémentaires santé aux étudiants.
Au sein du régime général, il existe aussi un dispositif de type chèque santé appelé Aide Complémentaire Santé (ACS).

## Expérimentations
Certaines régions françaises ont fait le choix de financer la complémentaire santé des étudiants selon des modalités variant d'une région à l'autre.
Ce chèque santé prend des noms variables, en Midi-Pyrénées, il est appelé Pass mutuelle étudiant tandis qu'en Provence-Alpes-Côte d'Azur il est appelé Pass santé +.
En décembre 2016, Valérie Pécresse, la présidente de la région Île-de-France décide de modifier son dispositif d'aide à l'achat d'une complémentaire santé par les étudiants aux faibles revenus pour la rentrée 2017. Le dispositif précédent ne concerne que les complémentaires santé souscrites auprès des mutuelles étudiantes LMDE et SMEREP, mais la région estime que certains soins sont trop mal remboursés par ces mutuelles (notamment en matière d'optique) et le traitement des dossiers anormalement long. Elle décide donc de définir un cahier des charges correspondant à ses critères et ouvert à toutes les mutuelles, seul celles pouvant y répondre pourraient bénéficier du dispositif.
La région ne retient pas finalement les 2 mutuelles étudiantes, qui font partie des quatre candidats avec Harmonie Mutuelle et la start-up Alan. Seul Harmonie Mutuelle est retenue, sa proposition étant considérée comme celle qui répond le mieux aux cinq critères fixés dans le rapport.

## Critiques
La principale critique de tels dispositifs est qu'au lieu de financer directement, via la sécurité sociale, une protection sociale adaptée aux besoins des personnes, on accorde une aide aux étudiants pour qu'ils financent via les mutuelles ce que la sécurité sociale fait plus efficacement avec des frais de fonctionnement inférieurs,, c'est notamment une critique faite par Solidaires Étudiant-e-s.
Cette demande de création de chèque santé émane principalement des mutuelles étudiantes elles-mêmes, ou de leurs alliés.